# 송원여자중학교
송원여자중학교(松源女子中學校)는 광주광역시 남구에 있었던 사립 중학교이다.

## 연혁
- 1971년 7월 5일 : 신의여자중학교로 개교
- 1980년 5월 1일 : 송원여자중학교로 변경
- 2007년 2월 28일 : 광주송원중학교와 통합으로 인해 폐교

## 같이 보기
- 광주송원초등학교
- 송원고등학교
- 송원여자고등학교
- 송원여자상업고등학교
- 송원대학교